# Municipio de Moore (condado de Marion)
El municipio de Moore (en inglés: Moore Township) es un municipio ubicado en el condado de Marion en el estado estadounidense de Kansas. En el año 2010 tenía una población de 73 habitantes y una densidad poblacional de 0,78 personas por km².

## Geografía
El municipio de Moore se encuentra ubicado en las coordenadas 38°28′49″N 97°18′58″O / 38.48028, -97.31611. Según la Oficina del Censo de los Estados Unidos, el municipio tiene una superficie total de 93.44 km², de la cual 93,21 km² corresponden a tierra firme y (0,25 %) 0,23 km² es agua.

## Demografía
Según el censo de 2010, había 73 personas residiendo en el municipio de Moore. La densidad de población era de 0,78 hab./km². De los 73 habitantes, el municipio de Moore estaba compuesto por el 98,63 % blancos, el 1,37 % eran amerindios. Del total de la población el 0 % eran hispanos o latinos de cualquier raza.